# 1, 2, 3 gånger om
1, 2, 3 gånger om är en låt av Titanix som släpptes 2001 skriven av Calle Kindbom. Det är det andra spåret i albumet i Hela världen från 2006. Låten fanns på Svensktoppen under fyra veckor mellan 19 maj och 9 juni 2001 med sjunde plats som bästa placering.

### Fotnoter
1. ↑  https://smdb.kb.se/catalog/id/002022211
2. ↑  https://www.nostalgilistan.se/titanix-744/1-2-3-ganger-om-2463